# Церква Святого Дмитрія (Репинне)
Греко-католицька церква Святого Великомученика Дмитра — дерев'яна церква, зразок мармароської готики, яка знаходиться у селі Репинне, Міжгірського району, Закарпатської області, пам'ятка архітектури національного значення (№ 223).

## Архітектура
Дмитрівська церква, збудована із смерекових брусів 1780 року, є зразком поширеного на міжгірській Верховині готичного стилю. Це досить велика церква — значні розміри зрубів, круті схили дахів, вежа строгої форми надають споруді монументальності. На головному фасаді шість різьблених стовпчиків підтримують опасання, вище від опасання влаштовано з трьох боків аркаду нижніх голосниць, широка масивна башта над бабинцем вкрита восьмисхилим шатром, який переходить у високий шпиль. Церква не відрізняється загальними формами від «барокових» церков, «готичним» є лише шпилясте завершення вежі. Передній фасад полегшений лише низькою аркадою обходу і ґанком на вирізьблених стовпах.
В інтер'єрі нава і вівтарний зруб перекриті арковими склепіннями, бабинець має плоску стелю. Збереглося чудове різьблення XVIII століття та пізніших часів. Світичі вирізьбили соймівські майстри Дмитро Фічоряк та Михайло Кінч.

## Історія
Перша згадка про церкву зустрічається в писемних джерелах 1457 року. За легендою, перша церква мала форму хати і стояла на березі за річкою, на сьогодні присілок Монинці. Інша церква була споруджена з дубового дерева на підсипаній ділянці біля болотистої місцевості Бодрук, в центрі теперішнього села. За легендою, церкву поглинула мочариста земля.
Не має одностайної думки, щодо часу заснування церкви. Усталеною датою є 1780 рік, хоча у 1751 році в селі згадуються дві дерев'яні церкви Святого Великомученика Дмитра. Більша, біля якої мешкав парох, була в доброму стані, покрита шинґлами, мала всі образи, церковні книги і два дзвони. Про іншу церкву знаходимо наступну інформацію: «Вишня церков же без книг, звони два, снаряди к литургії потрібні і образи, нич инше не має».
У радянський період антирелігійна кампанія набувала особливо варварського характеру. Комуністичні керівники потай вишукували по селах осіб, які за пляшку горілки чи винагороду могли підпалити церкву. Таким чином були знищені чудові церкви в сусідніх селах Майдан і Сойми. На початку 1970-х років була спроба підпалення репинської церкви, але селяни встановили чергування і вчасно погасили вогонь.
В радянські часи церква охоронялася як пам'ятка архітектури Української РСР (№ 223). У 2018 році церква визнана об'єктом культурної спадщини національного значення, який внесено до Державного реєстру нерухомих пам'яток України (№ 070034).
З 1993 року церква знову греко-католицька. На початку 1990-х років перемальовано стародавні ікони, а восени 1995 року всю споруду оббили бляхою. Зусиллями греко-католицької єпархії та єпископа Мілана Шашіка було розрозблено план повної реставрації церкви. Коштами допомогла римо-католицька дієцезія німецького міста Кельн за посередництва французького журналіста Домініка Комбета.